# Föreningen för kvinnans politiska rösträtt i Skara

JennyVelander.

Föreningen för kvinnans politiska rösträtt i Skara, även kallad Skaraföreningen för kvinnans politiska rösträtt, var Skaras lokalförening inom Landsföreningen för kvinnans politiska rösträtt (LKPR). Föreningen bildades 27 november 1903 och var verksam lokalt i Skara för införandet av kvinnors rösträtt i Sverige.
Bland aktiviteterna fanns föredrag, samkväm, insamling av medel och förhandlingar om samarbete med andra organisationer. 
År 1908 rapporterades: 
"Den 20 november hade föreningen anordnat en Selma Lagerlöfs-afton, varvid förekom en prolog författad för tillfället av fru  Elisabeth Kylenstjerna-Venster, sång och uppläsning av en ej förut publicerad novell av Selma Lagerlöf. Festen var talrikt besökt och ett telegram avläts till den frejdade författarinnan. Föreningens åtgärd med avseende å kvinnornas deltagande 1 stadsfullmäktigevalen har detta år inskränkt sig till införande av upprop i stadens tidningar.".

## Ordförande
- Jenny Velander, 1903–1909
- Clara Wallmark, 1909–1921